# Engranaje cónico
Un engranaje cónico es un tipo de engranaje en el que se cruzan los ejes de rotación de las dos coronas que se acoplan entre sí y cuyos dientes tienen forma cónica. Los engranajes cónicos se montan con mayor frecuencia en ejes que forman 90 grados, pero también pueden diseñarse para trabajar en otros ángulos. Su superficie de paso es un cono. 

## Introducción
|  |  |

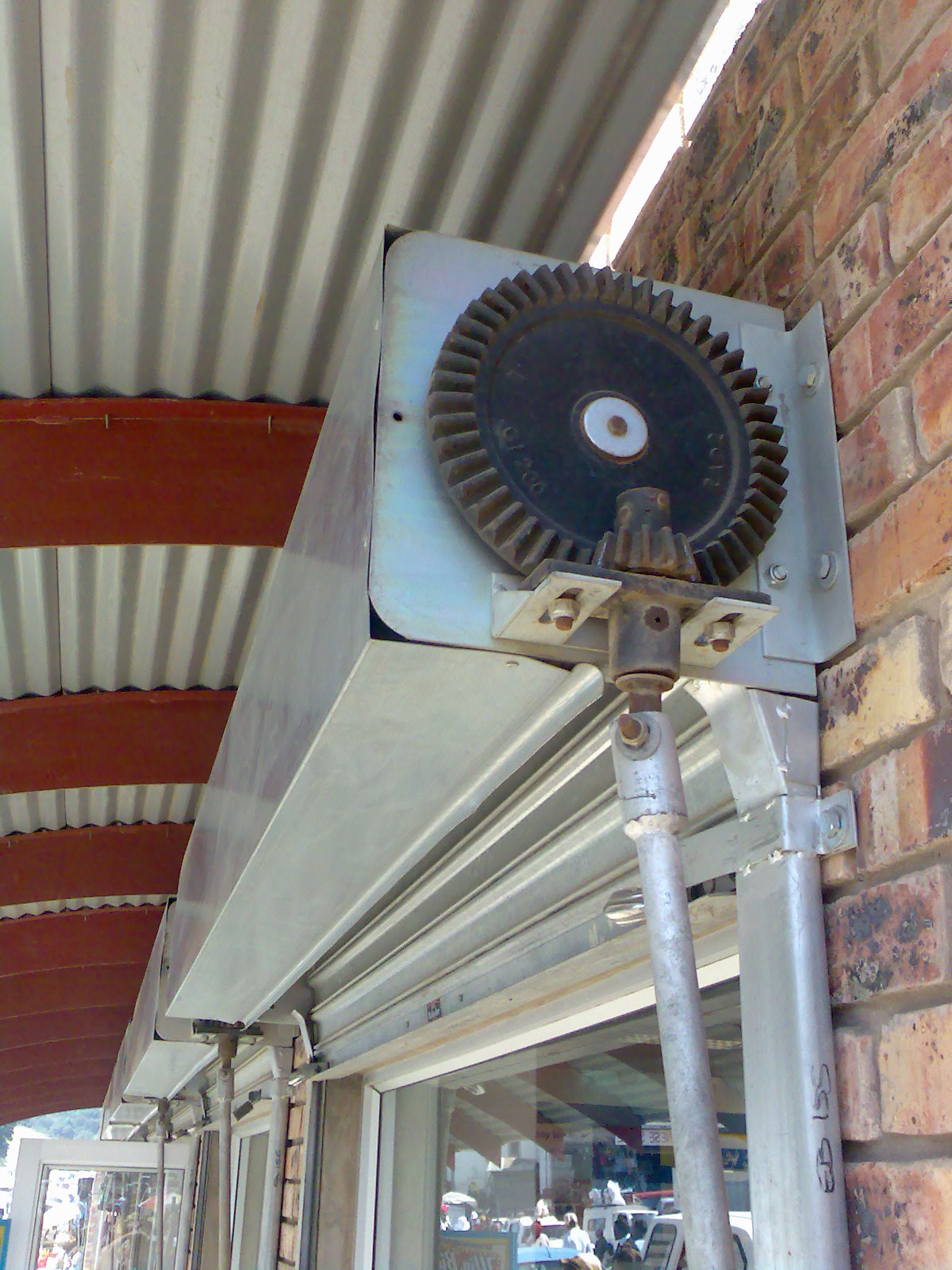
Engranaje cónico en la persiana de una puerta

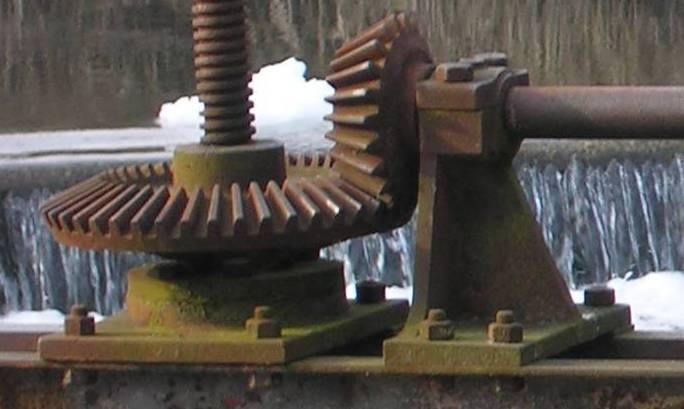
El engranaje cónico levanta la compuerta mediante un tornillo central

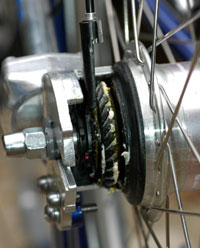
Engranaje cónico en la rueda trasera de una bicicleta con transmisión por eje

Engranaje cónico espiral

Dos conceptos importantes en el engranaje son la superficie inclinada y el ángulo de inclinación. La superficie de paso de un engranaje es la superficie sin dientes imaginaria que se obtendría al promediar los picos y valles de los dientes individuales. La superficie de paso de un engranaje recto tiene la forma de un cilindro. El ángulo de inclinación de un engranaje es el ángulo entre la cara de la superficie inclinada y el eje. 
Los tipos de engranajes cónicos más familiares tienen ángulos de inclinación de menos de 90 grados y, por lo tanto, tienen forma de cono. Este tipo de engranaje cónico se llama externo porque los dientes del engranaje apuntan hacia afuera. Las superficies de paso de los engranajes cónicos externos son coaxiales con los ejes de los engranajes; y los vértices de las dos superficies están situados en el punto de intersección de sus dos ejes de rotación. 
Los engranajes cónicos que tienen ángulos de inclinación de más de noventa grados tienen dientes que apuntan hacia adentro y se llaman engranajes cónicos internos. 
Los engranajes cónicos que tienen ángulos de inclinación de exactamente 90 grados tienen dientes que apuntan hacia afuera paralelos al eje y se parecen a las puntas de una corona, motivo por el que este tipo de engranaje cónico se llama corona. 
Se denominan engranajes de inglete cuando las dos coronas tienen el mismo número de dientes y sus ejes forman un ángulo recto. 
Los engranajes cónicos oblicuos son aquellos cuyos dientes están dispuestos formando un determinado ángulo con las directrices de la superficie de paso. 

## Tipos
Los engranajes cónicos se clasifican en diferentes tipos según su geometría: 
- Engranajes cónicos rectos: tienen una superficie de paso cónica; sus dientes son rectos y se afilan hacia el vértice.
- Engranajes cónicos espirales: tienen dientes curvos en ángulo, lo que permite que el contacto entre las dos coronas sea más gradual y suave.
- Engranajes cónicos de Zerol: son muy similares a los engranajes cónicos, pero los dientes son curvos: los extremos de cada diente son coplanarios con el eje, pero el centro de cada diente se mueve circunferencialmente alrededor del engranaje. Los engranajes cónicos Zerol pueden considerarse engranajes cónicos espirales, que también tienen dientes curvos, pero con un ángulo espiral de cero, por lo que los extremos de los dientes se alinean con el eje.
- Engranajes cónicos hipoides: son similares al bisel espiral, pero las superficies de paso son hiperbólicas y no cónicas. El piñón se puede desplazar por encima o por debajo del centro del engranaje, lo que permite un diámetro de piñón más grande, una vida más larga y un contacto más suave. Si la superficie biselada se hace paralela al eje de rotación, esta configuración se asemeja a un tornillo sin fin. Los engranajes hipoides fueron ampliamente utilizados en los ejes traseros de los automóviles.

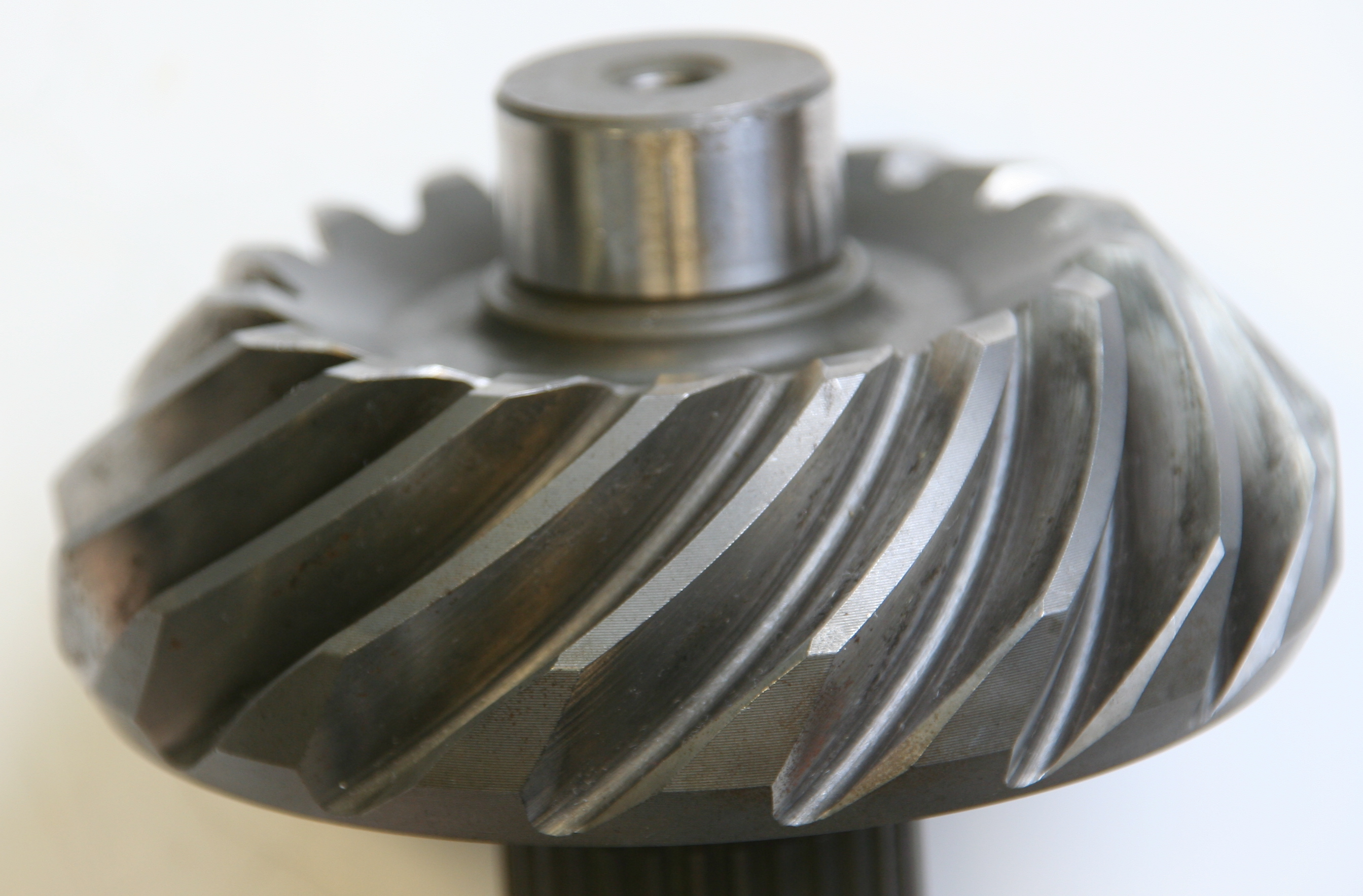
Engranaje cónico hipoide

## Engranajes de inglete
Los engranajes de inglete son un caso especial de engranajes cónicos que tienen el mismo número de dientes. Los ejes se colocan en ángulo recto entre sí, y las dos coronas tienen superficies y ángulos de paso coincidentes, con una superficie de paso cónica.
Los engranajes de inglete son útiles para transmitir un movimiento de rotación en un ángulo de 90 grados, con una relación 1:1. 

## Geometría de un engranaje cónico

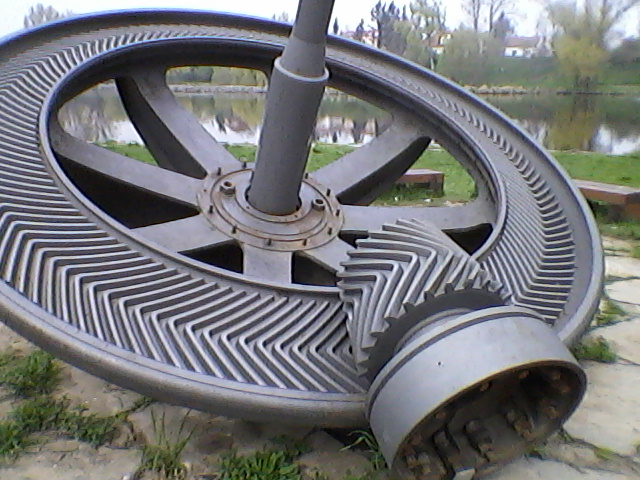
Un engranaje cónico de doble hélice fabricado por Citroën en 1927 para la planta de agua de Miřejovice

El perfil del diente del engranaje recto corresponde a una involuta (es decir, un patrón triangular proyectado sobre la circunferencia de un círculo), mientras que el perfil del diente del engranaje cónico es un octoide (es decir, un patrón triangular proyectado en la trayectoria normal de un círculo de una esfera). Todos los fabricantes de engranajes cónicos tradicionales (como Gleason, Klingelnberg, Heidenreich & Harbeck, o WMW Modul) fabrican piezas con un perfil de diente octoidal. 
Es importante señalar que para los conjuntos de engranajes cónicos fresados de 5 ejes, es importante elegir el mismo método de cálculo/diseño utilizado en la fabricación de engranajes rectos. Los engranajes cónicos calculados simplificados sobre la base de un engranaje cilíndrico equivalente en la sección normal con una forma de diente evolvente permiten reducir las tensiones mecánicas generadas entre un 10 y un 28% sin compensación y un 45% con compensación, si bien estos "juegos de engranajes cónicos evolventes" generan más ruido. 

## Dientes
Hay dos problemas con respecto a la forma del diente. Uno es el perfil de la sección transversal del diente individual. La otra es la línea o curva en la que se coloca el diente en la cara del engranaje: en otras palabras, la recta o curva a lo largo de la cual se proyecta el perfil transversal para formar la forma tridimensional real del diente. El efecto primario tanto del perfil de la sección transversal como de la recta o curva del diente influye en la suavidad del funcionamiento de los engranajes. Algunos producen una acción de acoplamiento más suave que otros. 

## Alineación de los dientes
Los dientes en los engranajes cónicos pueden ser rectos, espirales o "zerol". 

### Dientes rectos
En engranajes cónicos rectos, los dientes son rectos y paralelos a las generatrices del cono. Esta es la forma más simple de engranaje cónico. Se asemeja a un engranaje recto, pero con un perfil cónico en lugar de cilíndrico. Los engranajes que se muestran en la imagen de la compuerta son engranajes cónicos rectos. En los juegos de engranajes cónicos rectos, cuando cada diente se acopla, impacta de golpe con la cara lateral de un diente de la otra corona. Curvar los dientes del engranaje puede resolver el problema, haciendo el contacto más gradual. 

### Dientes en espiral
Los engranajes cónicos espirales tienen sus dientes formados a lo largo de líneas espirales. Son algo análogos a los engranajes helicoidales de tipo cilíndrico, en los que los dientes están angulados; sin embargo, en los engranajes en espiral los dientes también son curvos. 
La ventaja del diente en espiral sobre el diente recto es que se acopla más gradualmente. El contacto entre los dientes comienza en un extremo del engranaje y luego se extiende por todo el diente. Esto se traduce en una transferencia de fuerza menos abrupta cuando un nuevo par de dientes entra en juego. Con engranajes cónicos rectos, el enganche abrupto de los dientes provoca ruido, especialmente a altas velocidades, y afecta a la tensión mecánica generada en los dientes, lo que los hace incapaces de soportar cargas pesadas a altas velocidades sin romperse. Por estas razones, los engranajes cónicos rectos generalmente se limitan a su uso con velocidades lineales inferiores a 1000 pies/min; o, para engranajes pequeños, por debajo de 1000 rpm.

### Dientes Zerol
Los engranajes cónicos Zerol son de tipo intermedio entre los engranajes cónicos rectos y los espirales. Sus dientes son curvos, pero no angulados. Los engranajes cónicos Zerol están diseñados con la intención de duplicar las características de un engranaje cónico recto, pero se producen mediante un proceso de corte en bisel en espiral. Se caracterizan por que la tangente en el centro de la alineación de cada diente es paralela a la generatriz de la superficie de paso.

## Fabricación de engranajes cónicos

### Materiales utilizados

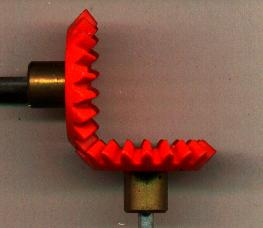
Engranajes de inglete de material plástico

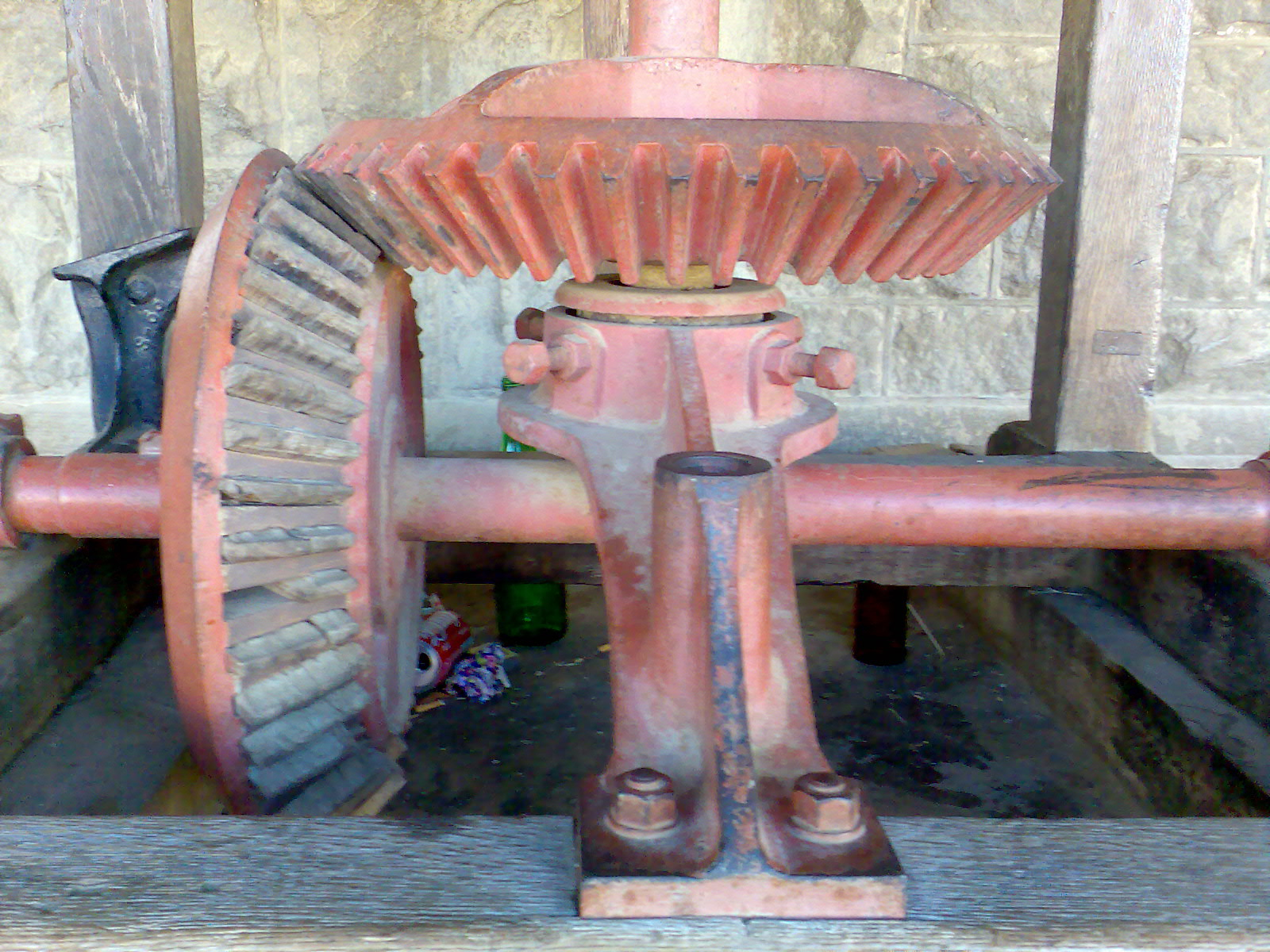
Engranajes cónicos en un molino de grano en Dordrecht (Provincia del Cabo Oriental). Obsérvense los dientes de madera insertados en uno de los engranajes

Los diversos materiales utilizados para engranajes incluyen una amplia variedad de fundiciones, materiales no ferrosos y materiales no metálicos. La selección del material del engranaje depende de: 
- Tipo de trabajo
- Velocidad periférica
- Grado de precisión requerido
- Método de fabricación
- Dimensiones y peso requeridos de la unidad
- Tensiones admisibles
- Resistencia a los golpes

Algunos materiales elegidos incluyen: 
- Hierro fundido, que es popular debido a sus buenas propiedades de desgaste, excelente maquinabilidad y facilidad de producción de formas complicadas por el método de fundición. Es adecuado cuando se necesitan grandes engranajes de formas complicadas.
- Acero, que es suficientemente fuerte y altamente resistente al desgaste por abrasión.
- Acero fundido, que se utiliza donde la tensión en el engranaje es alta y es difícil mecanizar los engranajes.
- Aceros al carbono lisos, que encuentran aplicación para engranajes industriales donde la alta tenacidad se combina con una alta resistencia.
- Aceros aleados, que se utilizan cuando se requieren alta resistencia y un bajo desgaste de los dientes.
- Aluminio, que se utiliza donde se desea una baja inercia de masa giratoria.
- Los engranajes hechos de materiales no metálicos proporcionan un funcionamiento silencioso a altas velocidades periféricas.

## Engranaje cónico
Dos engranajes cónicos pueden formar un acoplamiento, de forma que los ángulos de inclinación del cono del piñón y del engranaje se determinarán a partir del ángulo formado por los dos ejes de giro. La figura muestra diferentes vistas de un engranaje cónico.

## Aplicaciones

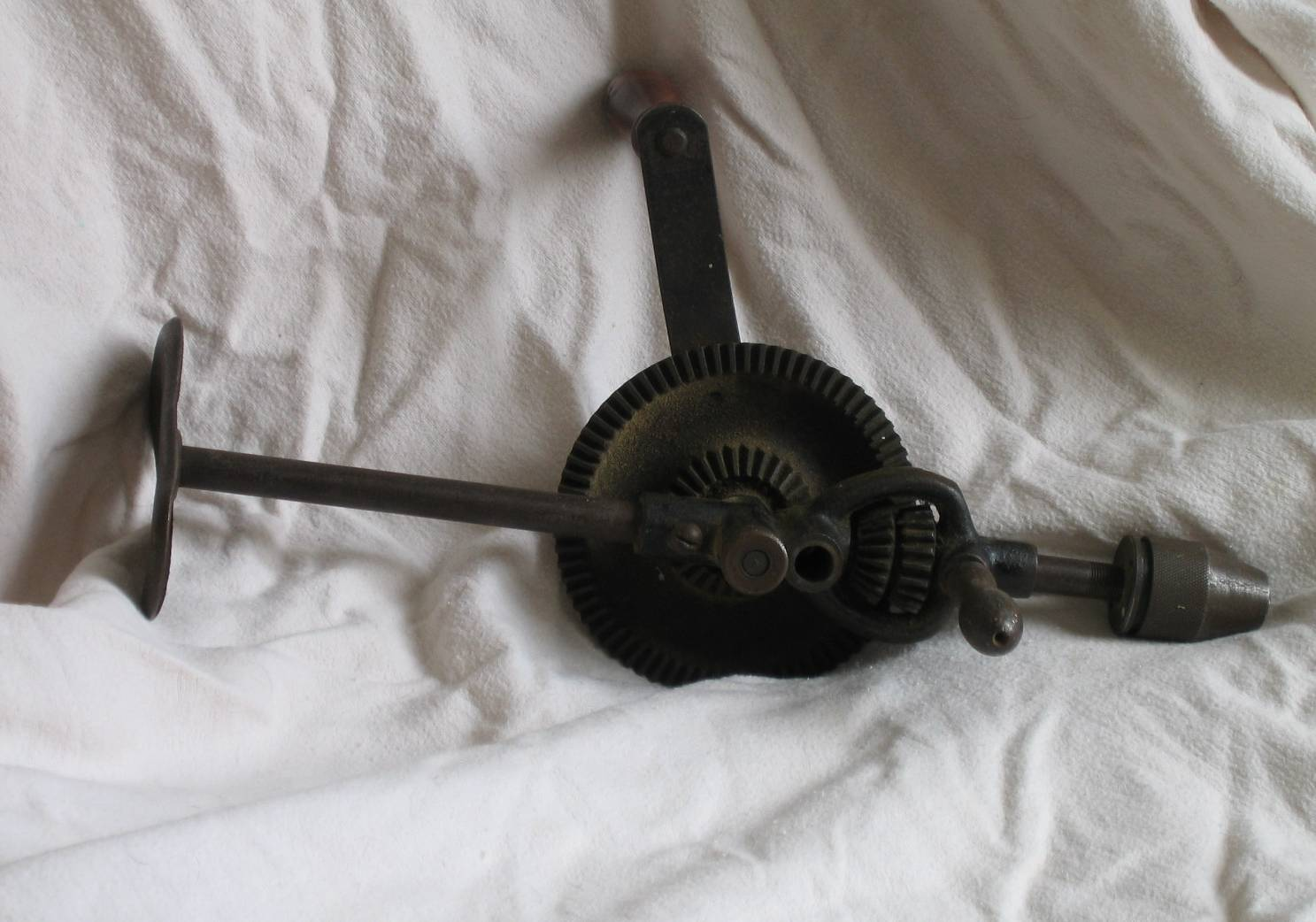
Taladro manual

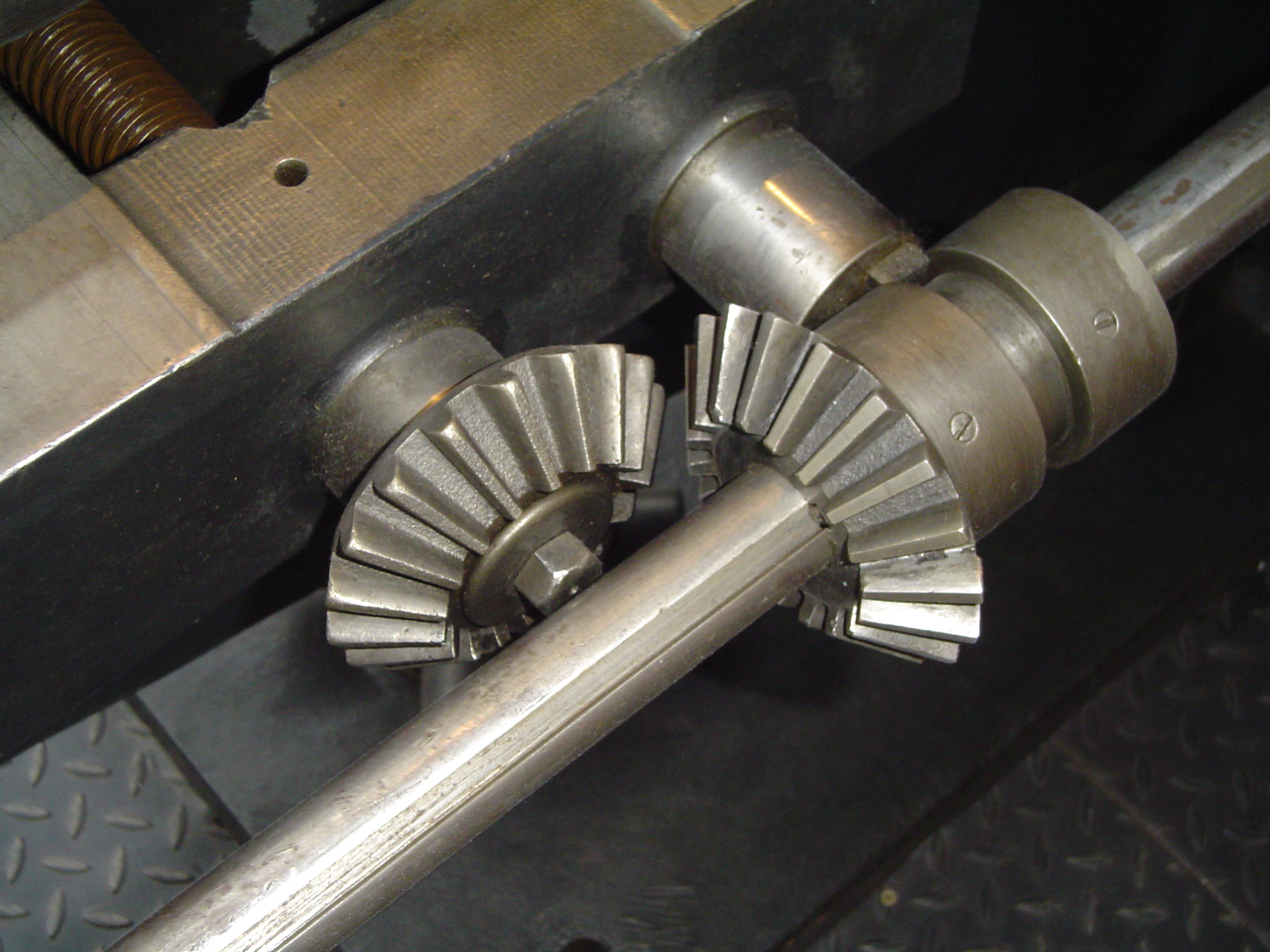
Dos engranajes cónicos de dientes rectos

El engranaje cónico tiene muchas aplicaciones diversas, como locomotoras, aplicaciones marinas, automóviles, prensas de impresión, torres de enfriamiento, plantas de energía, plantas de producción de acero, máquinas de inspección de vías ferroviarias, etc. 
Para ver ejemplos, se pueden consultar los siguientes artículos sobre: 
- Los engranajes cónicos se utilizan en transmisiones diferenciales, que pueden suministrar potencia a dos ejes que giran a diferentes velocidades, como los de un automóvil en curva.
- Los engranajes cónicos se utilizaban como mecanismo principal en los taladros manuales, en los que dos engranajes cónicos hacían rotar 90° el movimiento de giro de la manivela, de forma que la broca adquiría una rotación horizontal, con la ventaja añadida de aumentar la velocidad de rotación de la broca, permitiendo perforar distintos materiales.
- En una cepilladora de engranajes cónicos, permiten un ajuste menor durante el ensamblaje y permiten cierto desplazamiento debido a la deflexión bajo cargas operativas sin concentrar la carga en el extremo del diente.
- Los engranajes cónicos espirales son componentes importantes en los sistemas de accionamiento de los helicópteros. Se requiere que estos componentes funcionen a altas velocidades, sometidos a altas cargas y durante una gran cantidad de ciclos. Los engranajes cónicos espirales se utilizan para redirigir el giro del eje horizontal del motor de una turbina de gas, al giro vertical del rotor, sirviendo también como reductores de velocidad.

## Ventajas
- Permite cambiar la orientación del eje de giro de un movimiento de rotación.
- La diferencia en el número de dientes (diámetro efectivo) en cada rueda permite cambiar la relación de transmisión. Al aumentar o disminuir la relación de dientes entre la transmisión y las ruedas motrices, se puede cambiar la relación de rotaciones entre las dos, lo que significa que la transmisión del giro y el par de la segunda rueda se pueden cambiar en relación con la primera, con el aumento de la velocidad y el par disminuyendo, o disminuyendo la velocidad y aumentando el par.
- se puede utilizar a media y baja velocidad

## Desventajas
- Una corona está diseñada para funcionar con su rueda complementaria y con ninguna otra.
- Debe montarse con precisión.
- Los cojinetes de los ejes deben ser capaces de soportar fuerzas importantes.